# Now That We're Dead
«Now That We're Dead» és el trenta-vuitè senzill de la banda estatunidenca Metallica, presentat com a quart de l'àlbum Hardwired... to Self-Destruct el 18 d'abril de 2017.
Ja havien estrenat la cançó en directe al Gocheok Sky Dome de Seül l'11 de gener de 2017. Van editar dues versions del videoclip per promocionar el senzill, el primer es va llançar el 16 de novembre de 2016 i fou dirigit per Herring & Herring, mentre que el segon fou publicat el 31 de maig de 2017, dirigit per Brett Murray i filmat a Ciutat de Mèxic.

## Llista de cançons
| Núm. | Títol                 | Durada |
| ---- | --------------------- | ------ |
| 1.   | «Now That We're Dead» | 4:53   |